# Хунка, Давид
Давид Хунка Ренье (исп. David Juncà Reñe; родился 16 ноября 1993 года, Риуморс, Испания) — испанский футболист, защитник клуба «Висла Краков».

## Клубная карьера
Хунка — воспитанник клубов «Фигерас», «Барселона», «Мальорка» и «Жирона». 17 декабря 2011 года в матче против «Химанстика» из Таррагоны он дебютировал в Сегунде в составе последнего. 14 сентября 2014 года в поединке против хихонского «Спортинга» Давид забил свой первый гол за «Жирону».
Летом 2015 года Хунка подписал контракт с «Эйбаром». 24 августа в матче против «Гранады» он дебютировал в Ла Лиге.
Летом 2018 года контракт Хунки с «Эйбаром» истёк и Давид на правах свободного агента заключил соглашение с «Сельтой». 22 сентября в матче против «Реал Вальядолида» он дебютировал за новую команду.